# ساوت پتریک شورز (فلوریدا)
ساوت پتریک شورز (به انگلیسی: South Patrick Shores) یک منطقهٔ مسکونی در ایالات متحده آمریکا است که در فلوریدا واقع شده‌است. ساوت پتریک شورز ۷٫۴ کیلومتر مربع مساحت و ۵٬۸۷۵ نفر جمعیت دارد و ۳٫۹۶ متر بالاتر از سطح دریا واقع شده‌است.